# 블러드 라인 (1998년 영화)
《블러드 라인》(Hush)은 미국에서 제작된 조나단 다비 감독의 1998년 스릴러 영화이다. 제시카 랭 등이 주연으로 출연하였고 더글러스 윅 등이 제작에 참여하였다.

## 출연

### 주연
- 제시카 랭
- 기네스 팰트로
- 조나단 스캐치

### 조연
- 니나 포크
- 데비 마자르
- 카이우라니 리
- 데이비드 손톤
- 할 홀브룩
- 리처드 라인백

## 기타
- 공동제작: 지니 너겐트
- 미술: 토머스 A. 월쉬
- 의상: 앤 로스